# 水無月 (和菓子)

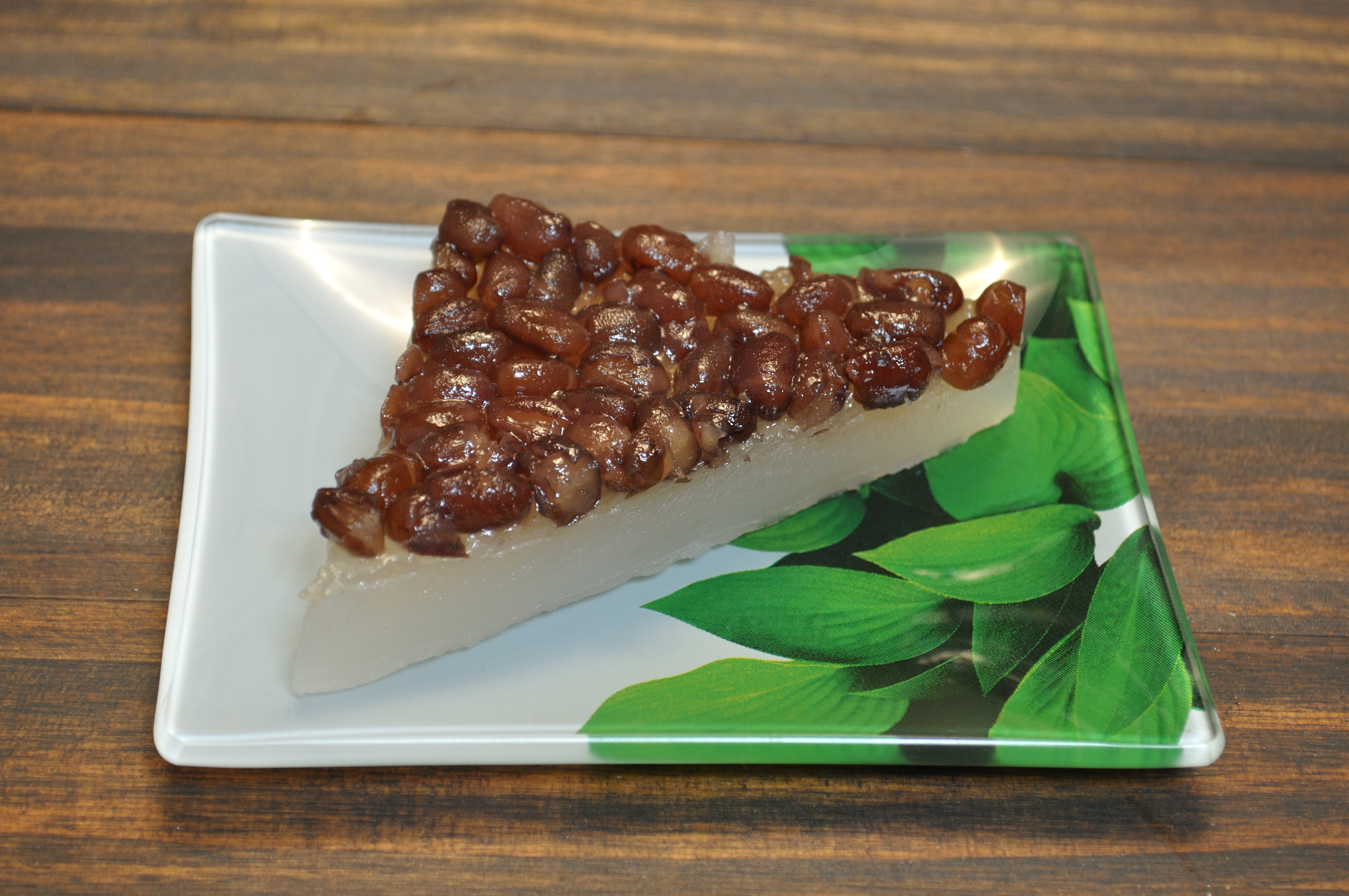
カットされた状態の水無月

水無月（みなづき）は、和菓子の一つ。京都市の発祥。
白いういろうの上面に甘く煮た小豆をのせ、三角形に切り分けたもので、京都では夏越の祓が行われる6月30日に、1年の残り半分の無病息災を祈念してこれを食べる風習がある。2018年時点では日本各地で同名の菓子が売られている。ういろう生地の原料は製品によって違う。

## 起源
藤本如泉『日本の菓子』（1968年）によれば、現在の形の水無月は昭和に入って京都の和菓子屋で作られるようになり、行事食に取り入れられたと言う。
三角形に切った白いういろうは「氷室の節句」の氷をかたどったものとも、四角を半分にしたことで1年の半分を示しているとも言われており、また小豆の赤い色にも厄除けの意味があるとされている。
「氷室の節句」は江戸時代の武家の行事で、氷室から氷を切り出して旧暦6月1日に献上や贈答をした。
江戸時代の料理書『蒟蒻百珍』（1846年）には、三角形にカットしたこんにゃくに小豆あんをかけた「早水無月」という料理があり、水無月との関連が指摘されている。

## 博多水無月
福岡市和菓子組合では1999年から「博多水無月」を販売している。これはわらび餅と小豆を使い、ササで包んだもの。1980年代、京都風の水無月を売ったが「ういろう」に馴染みがなく売れなかったため博多水無月を考案した。
2018年現在、21社が42種を販売中。